# Satanela
Satanela (psáno též Satanella) je opera o třech jednáních českého skladatele Josefa Richarda Rozkošného. Libreto napsal spisovatel Karel Kádner podle básnické povídky Jaroslava Vrchlického Satanella. Opera měla premiéru 5. října 1898 v pražském Národním divadle.

## Vznik a historie díla
Po veristickém experimentu s operou Stoja zvolil Josef Richard Rozkošný pro svou další operu látku z české literatury, konkrétně básnickou povídku Jaroslava Vrchlického Satanella, poprvé zveřejněnou roku 1874. Romanticko-fantaskní příběh, zasazený do exotického prostředí ostrova Rhodu za vlády johanitů, dosáhl značné popularity a operu na libreto podle Vrchlického díla zkomponoval před Rozkošným již rakouský skladatel Emil Nikolaus von Reznicek, který působil v Praze; jeho verze Satanelly měla premiéru v pražském Novém německém divadle 3. května 1888. Pro Rozkošného upravil báseň do formy libreta Karel Kádner. (Na rozdíl od Vrchlického básně i Reznickovy opery bylo Kádnerovo libreto vydáno i provozováno pod názvem Satanela, tj. s jedním „l“.)
Rozkošný v hudbě zkombinoval naturalistický akcent vyzkoušený na Stoji s dramatickou strukturou ve stylu francouzské velké historické opery, na niž upomíná exotické prostředí, využití řady jevištních efektů, důraz na ansámbly a sbory nebo hojné využití lokálního koloritu.
Kritika přijala Kádnerovo první libreto s výhradami, které souvisely zejména s transformací básnického textu do divadelní podoby (libretista například změnil konec příběhu): „Každá látka nesnese každé formy a básník nejlépe ví, proč nepíše dramatu, když z duše vytryskává mu epická báseň.“ Jinak však bylo libreto přijato jako dobré po dramatické i jazykové stránce. Hudbě Rozkošného byla především vytýkána nepůvodnost („Netíhne po novém, spokojuje se s vydobytým, uznaným.“); jako by se v inspiraci vracel ještě před své „gounodovské“ Svatojanské proudy k opeře ve stylu Giacoma Meyerbeera, považované koncem 19. století již za zcela překonanou. Nedostatek hudební inspirace částečně nahrazovala skladatelova technická obratnost: „Jak ovládá hlasy, jak příznivě a zvučně píše pro sola, jak vede sbory a rozvíjí ensembly, hodno nemenšího uznání nežli uhlazená, barvitá instrumentace, která při veškeré sytosti nikdy neztrácí jemných odstínů, ano mnohdy virtuosně si jimi pohrává […] Vůbec hudební praktik, dokonalý znalec operní machy zračí v Satanele každým tahem.“ Z jednotlivých míst vyzdvihovala kritika předehru a první dva výjevy druhého jednání.
Pozdější hodnocení bylo příkřeji odmítavé. Například podle muzikologa Františka Paly v době komponování Satanely „zenit Rozkošného byl již dávno překročen“ a jeho pokus hledat štěstí v žánru velké historické opery „dopadl záporně“.
Ani divádi nebyli přesvědčeni, byť při premiéře „obecenstvo uvítalo příležitosti, aby [...] vzdalo hold Nestorovi českých skladatelů“. Inscenace se v Národním divadle dočkala pouze tří repríz. Vícekrát Rozkošného Satanela nebyla nikde uvedena. Libreto opery vydal nakladatel Alois Wiesner v Praze bez datace (1896 nebo 1897).

## Osoby a první obsazení
| osoba                                                                                    | hlasový obor | premiéra (5. 10. 1898) |
| ---------------------------------------------------------------------------------------- | ------------ | ---------------------- |
| Velmistr johanitů                                                                        | baryton      | Bohumil Benoni         |
| Roderigo Gonvazales, rytíř řádu johanitů                                                 | tenor        | Bohumil Pták           |
| Satanela, cikánka                                                                        | soprán       | Růžena Maturová        |
| Vůdce cikánů                                                                             | bas          | Robert Polák           |
| První rytíř řádu johanitů                                                                | tenor        | Hynek Švejda           |
| Druhý rytíř řádu johanitů                                                                | bas          | František Kubla        |
| Alma, cikánka                                                                            | mezzosoprán  | Vilemína Hájková       |
| Lora, cikánka                                                                            | mezzosoprán  | Karla Fabiánová        |
| Biskup                                                                                   | bas          | František Hynek        |
| Satan                                                                                    | bas          | Václav Kliment         |
| Hlasatel                                                                                 | tenor        | Bedřich Bohuslav       |
| Třetí rytíř řádu johanitů                                                                | …            | Josef Karásek          |
| Čtvrtý rytíř řádu johanitů                                                               | …            | Josef Žižka            |
| Johanité, cikáni, lid, vojíni, kat s pacholky                                            |              |                        |
| Dirigent: Mořic Stanislav Anger, režie: Edmund Chvalovský, choreografie: Augustin Berger |              |                        |

## Děj opery
Děj odehrává se ve hlavním městě ostrova Rhodu na počátku XIII. století.

### 1. jednání
(Náměstí) Hlahol trub oznamuje, že se chystá úřední hlášení. Obyvatelé se znepokojeně sbíhají, obávajíce se nového nebezpečí ze strany Turků (sbor Aj, slyšte! slyšte! Ký to hlahol trub?). Hlasatel však přináší uklidňující zprávu: s Turky bylo smluveno pětileté příměří (zpěv Co zvěstuji vám, vladařův je vzkaz). Je nařízeno všeobecné plesání. Lidé vzdávají díky Bohu (sbor Měj, Bože, dík! Buď veleben).
Na náměstí přicházejí cikáni; v době oslav jsou se svými zpěvy a tanci vítáni. Jedna z nich, krásná Satanela, zpívá romanci o milostné historii rytíře (Roderiga) a jeho dívky (sebe) (romance Byl jednou rytíř, řádu vzor). Na přání obecenstva pak začíná tančit, ale tu ji poznává náhodně kolemjdoucí Roderigo. Hned bere Satanelu do náručí. Lidé se radují, že romance končí šťastně, a nechávají milence o samotě. Od jejich posledního shledání uplynula už řada let, ale planou k sobě nezmenšenou vášní (duet Kdes meškala tak dlouho, rozmilá?... Zda pamatuješ se, má drahá… Ó lásko, kvítku zázračný).
Cikáni a lid se vracejí a všichni tančí. Jejich veselí však přeruší velmistr johanitského řádu se špatnou novinou. K ostrovu se od Byzance blíží mor. Zítra se jej pokusí odvrátit procesím ke svaté Panně (árie Jen slyšte varovný můj hlas). Když se lidé rozejdou, uzří velmistr Roderiga v objetí se Satanelou. Prudce jej kárá a haní cikánku-ďáblici. Málem by došlo k šarvátce mezi rytíři a cikány, ale Roderigo ji zažehnává tím, že se odevzdává rytířům a odchází s nimi (ansámbl Jen zvolna, páni. Odvaha ta smělá).

### 2. jednání
(Romantická krajina se zříceninami kláštera, v pozadí cikánský tábor) Satanela dumá nad svou láskou (Noc prchla již – nastává den). Její družky Alma a Lora i ostatní cikánky se jejímu poblouznění smějí (sbor Hahaha! Satanelo, jaká zvěst!). Vůdce cikánů se jí zastává: není divu, že Satanela bere lásku s takovou vážností, není přece jejich krve. Cikáni za zpěvu veselé písně (Již slunce vstává. Hola, hoj!) balí svůj tábor a odcházejí, jen Satanela zůstává pozadu. Blíží se totiž procesí a ona chce ještě jednou zahlédnout Roderiga. Pohled na černého motýla, předzvěst smrti, v ní vyvolá divnou tíseň, ale i vědomí náruživé lásky (recitativ Zde počkám na průvod a árie Tak divná tíseň v duši mou).
Důstojné procesí přichází k soše Panny Marie (sbor Ó svrchovaný vládce nad oblaky). Biskup vede modlitby za odvrácení moru. Satanela, která se schovala za sochu, hází po účastnících včetně Roderiga se smíchem květiny. Vzrušený lid však v tomto narušení obřadu vidí znamení Boží nepřízně a velmistr označuje Satanelu za čarodějku, která na ně přivolává mor a zaslouží smrt. Roderigo se s mečem v ruce staví na její ochranu, je však přemožen a oba jsou odvedeni. Propuká prudká bouře, která přispěje ke všeobecnému zděšení; lid se rozbíhá v přesvědčení, že morová rána je nevyhnutelná.

### 3. jednání
(Refektář v klášteře) Velmistr dává přivést Satanelu a Roderiga a oznamuje jim rozsudek. Satanela bude za čarodějnictví upálena, Roderigo byl odsouzen k smrti, ale pro vojenské zásluhy mu byl trest zmírněn: připoután v kajícnickém oděvu musí sledovat cikánčinu popravu (zpěv Je skončen soud… Slyš, Rodrigo, ortel svůj). Roderigo velmistra proklíná a zve na boží soud, je odveden. Satanela prosí o smilování za Roderiga, ale velmistr ji odbývá. I ona na něj svolává boží pomstu (scéna Ó smilování, smilování). Když ji odvádějí, ustrne hrůzou zahlédnuvši sochu archanděla Michaela zápasícího se Satanem; jak dívka ukazuje velmistrovi, postava Satana má jeho rysy.
Velmistr o samotě se děsí výčitek, které mu Roderigo a Satanela činili. Notně popíjí víno a přemýšlí nad tajemstvím Satanovy podoby (árie Soud boží volal na mou hlavu… Ten Satan – divná věru podoba). Satan oživuje, sestupuje z podstavce a zavdává si vína s velmistrem. Vypráví mu příběh o dvou bratrech, kteří se znesvářili pro ženu. Starší mladšího přemohl a dívky se zmocnil, měl s ní postupně syna a dceru, obě děti však brzy po narození záhadně zmizely. V zármutku odešel do boje proti Turkům, aby padl, ale místo toho se stal velmistrem johanitského řádu. Mladší bratr uprchl do světa a stal se sochařem; to on zanechal ve tváři Satana vlastní podobu. Než se vrátí na své místo, prozradí Satan velmistrovi ještě osud jeho dětí: jsou to Roderigo a Satanela (scéna-dialog Ta noc je dlouhá, viď, můj bratre). Velmistr padá do mdlob. Za oknem se rozžíná hranice.
(Proměna – Nádvoří s hořící hranicí) Muži přivádějí odsouzence (sbor Dies irae, dies illa). Roderigo chce Satanelu následovat na hranici, ale je přemožen a přivázán k sloupu. Satanela je připoutána na hranici a umírá v plamenech. Roderigovi se konečně podaří vyprostit se a běží za ní. Postaví se mu do cesty velmistr a oslovuje ho jako svého syna, ale Roderigo jej se slovy „Zhyň, příšero,“ probodne a zmizí v dýmu. Za zvuků Dies irae opera končí.